# Takami-ga Oka
Takami-ga Oka (japanisch 高見が丘 ‚Hoher Aussichtshügel‘) ist ein 208 m Hügel an der Kronprinz-Olav-Küste im ostantarktischen Königin-Maud-Land. Er ist die höchste Erhebung der Shinnan Rocks an der Westflanke des Shinnan-Gletschers.
Japanische Wissenschaftler erstellten 1962 Luftaufnahmen, führten 1974 Vermessungen durch und benannten ihn 1977.